# Allotrochosina walesiana
Allotrochosina walesiana is een spinnensoort in de taxonomische indeling van de wolfspinnen (Lycosidae).
Het dier behoort tot het geslacht Allotrochosina. De wetenschappelijke naam van de soort werd voor het eerst geldig gepubliceerd in 2008 door Volker W. Framenau.